# نوكيا 7280
نوكيا 7280 هو أحد أجهزة نوكيا، شركة الهواتف والتقنية النقالة. يأتي هذا الجهاز مع شاشة نوعها 104 * 208 16-بت (65,536) لون. تم إصدار هذا الجهاز في 2004. أما بالنسبة لوضعية إنتاجه الحالية فلم يعد يتم إنتاجه. تقنيته/تردده هي النظام العالمي للإتصالات المتنقلة. جيل الجهاز هو DCT4. عامل الشكل (التصميم) للجهاز هو "أحمر شفاه / منزلق.